# Альпійський клуб (Лондон)
Альпійський клуб був заснований у Лондоні 22 грудня 1857 року і є першим у світі альпіністським клубом. Головним завданням клубу є підтримка альпіністів, які займаються сходженням в Альпи та Великі гірські хребти світу.

## Поточна діяльність
Хоча клуб організовував деякі зустрічі та лекції у Великобританії, його основна увага завжди була спрямована на альпінізм за кордоном. Він асоціюється більше з дослідницьким альпінізмом, ніж із суто технічним скелелазінням. «Альпійська група скелелазіння» (ACG), заснована в 1952 році.
Клуб підготував набір путівників, які охоплюють деякі з найбільш популярних гірських регіонів Альп. Він також мав велику бібліотеку книг і фотографій, а також архів історичних артефактів, які регулярно видаються на виставки.
Діяльність його членів щорічно описувалася у виданні клубу «Альпійський журнал», найстарішому журналі про альпінізм у світі, а протягом року випускалися проміжні інформаційні бюлетені.
Клуб продовжує заохочувати та спонсорувати альпіністські експедиції через своїх членів і особливо зосереджений на спілкуванні з молодими альпіністами. Він підтримує онлайновий «Гімалайський індекс» статей про альпінізм у Гімалаях, записаних у журналах, журналах і книгах у його бібліотеці.